# Ilhéu das Cabras
O Ilhéu das Cabras é um pequeno ilhéu do arquipélago de São Tomé e Príncipe, localizado junto à costa norte da ilha de São Tomé, no Golfo da Guiné. Este ilhéu não é habitado e pertence ao distrito de Água Grande. O ilhéu é visível da cidade de São Tomé. Tem um farol.